# Goedemorgen Nederland (WNL)
Goedemorgen Nederland is een Nederlands televisieprogramma van de publieke omroep WNL. Het wordt vanaf januari 2025 iedere werkdag van half acht tot half tien uitgezonden op NPO 1, en heeft een zomerstop en een korte winterstop. Het programma begon op 7 september 2015 en is de opvolger van Vandaag de dag, tot 2011 Ochtendspits.

## Inhoud
Het programma brengt een combinatie van nieuws, misdaad, politiek, economie en amusement, met "een rechts geluid". Het programma wordt om het half uur onderbroken door een reclameblok en het NOS Journaal. De tweede helft van het tweede uur en het derde uur waren tot juni 2024 grotendeels een herhaling van de onderwerpen van het eerste uur en de eerste helft van het tweede uur, behalve bij livereportages en groot nieuws. In het programma wordt elke uitzending een wisselend aantal gasten ontvangen, waarvan een aantal regelmatig terugkeert. De eerste negen jaar werd het programma van achter een tafel gepresenteerd. Sinds september 2024 wordt het programma gepresenteerd vanaf een bank, en zitten de gasten op een tegenovergelegen bank.
Sinds 13 maart 2020 werd, vanwege de coronapandemie, het programma een uur langer uitgezonden, iets dat daarvoor alleen gebeurde als daar aanleiding voor was. Van 21 maart tot en met 4 juli 2020 was er tijdelijk ook op zaterdag een uitzending van 8.00 tot 11.00 uur en op 26 februari, 5 en 12 maart 2022 van 9.00 tot 12.00 uur. In 2025 werd het programma weer een uur ingekort, en uitgezonden van 7.40 tot 9.30 uur.

## Medewerkers

### Presentatoren
Het programma wordt afwisselend gepresenteerd door twee presentatoren. Sinds 2025 werkt het programma met vaste duo's, bestaande uit Frank van Leeuwen met Welmoed Sijtsma en Sam Hagens met Lisette Wellens. Van Leeuwen en Sijtsma presenteren het programma van maandag tot en met woensdag, terwijl Hagens en Wellens op donderdag en vrijdag te zien zijn. Zij bespreken met meerdere wisselende gasten het nieuws van de dag. In enkele gevallen worden uitzending door slechts één persoon gepresenteerd.
Van 26 mei 2025 tot en met 28 augustus 2025 presenteren Hagens en Sijtsma het programma Goedenavond Nederland, waardoor zij tijdelijk geen deel uitmaken van het presentatieteam. In deze periode vormen Van Leeuwen en Wellens een duo. Fidan Ekiz en Wieger Hemmer versterkten het team als invallers.
- Vivienne van den Assem (2016–2018)
- Jill Bleiksloot (2022–2024)
- Leonie ter Braak (2012–2017)
- Fidan Ekiz (2025–heden, invaller)
- Sam Hagens (2025–heden)
- Wieger Hemmer (2025–heden, invaller)
- Nikki Herr (2017–2022)
- Eva Jinek (2011–2013)
- Frank van Leeuwen (2024–heden)[5]
- Roos Moggré (2014–2018)
- Nejifi Ramirez (2023–2024)
- Raquel Schilder (2021–2023)
- Welmoed Sijtsma (2018–heden)
- Maaike Timmerman (2018–2024)
- Lisette Wellens (2017–heden)
- Merel Westrik (2011–2014)
- Samantha van Wijk (2023-2024, invaller)

### Sidekicks
Het programma kende tot juni 2024 een duopresentatie met een sidekick. Deze stonden in een andere hoek van het decor voor een scherm en vertelden het nieuws van de dag. Dat deden ze zonder autocue, maar wel met een tablet als spiekbriefje. Frank van Leeuwen en Jill Bleiksloot waren vanaf seizoen 2022–2023 regelmatig sidekick en Tanja Kok vanaf het seizoen 2023–2024. Dit blokje vormde doorgaans het langste onderdeel van het programma en duurde gemiddeld 10 tot 15 minuten. Het gesprek met de gasten duurde tot 10 minuten, waarna het afgesloten werd.

### Verslaggevers
Verslaggevers live in het land zijn een terugkerend onderdeel van het dagelijkse ochtendprogramma.

## Langere uitzendingen
Op 4 november 2020 werd er een extra lange uitzending gemaakt in verband met de Amerikaanse verkiezingen. Deze uitzending duurde van 7.00 tot 13.00 uur. Tijdens het laatste uur van dit programma (12.00 uur tot 13.00 uur) heette het programma voor het eerst Goedemiddag Nederland.
Op 17 maart 2021 vanwege de Tweede Kamerverkiezingen, op 16 maart 2022 vanwege de gemeenteraadsverkiezingen en op 20 september 2022 vanwege Prinsjesdag werd het programma langer uitgezonden. Deze uitzendingen duurden van 7:00 tot 12:00 uur.
Op 19 september 2022 zonden ze uit tot aan de live-uitzending van de NOS om 11.00 uur over de staatsbegrafenis van koningin Elizabeth II.
Op woensdag 9 november 2022 zond Goedemorgen Nederland uit tot 11.00 uur i.v.m. de Amerikaanse midtermverkiezingen. Echter de zendtijd werd per uur ingekort tot een halfuur maar wel aaneengesloten vanwege langere nieuwsbulletins van de NOS.
Op woensdag 15 februari 2023 was de nationale actiedag voor de slachtoffers van de aardbevingen in Turkije en Syrië, waardoor de uitzendingen tot 12.00 uur duurden.
Op donderdag 16 maart 2023 werden de uitslagen de Provinciale Statenverkiezingen bekend. Hierdoor zond dit programma tot 11.00 uur. Echter duurden elke uitzending een halfuur en was er tussen 8.00 en 9.00 uur geen uitzending omdat de NOS in dat uur NOS Nederland kiest: de uitslagen uitzond.
Op dinsdag 19 september 2023 zond Goedemorgen Nederland uit tot 12.00 uur vanwege Prinsjesdag.
Op woensdag 22 november 2023 zond dit televisieprogramma uit tot 12.00 uur vanwege de Tweede Kamerverkiezingen. Ook op 23 november duurde het tot 12.00 uur maar begon het programma om 10.00 uur door NOS Nederland kiest: De uitslagen.

## Trivia
- Het programma wordt op het Media Park uitgezonden vanuit studio 23 van Omroep MAX.
- De programmatitel Goedemorgen Nederland is niet nieuw bij de NPO. Van 2002 tot en met 2010 maakte de KRO, en aanvankelijk ook de NCRV en AVRO, een televisieprogramma met dezelfde titel.
- Van 17 tot 23 mei 2021 werd het programma vanuit Rotterdam bij Ahoy uitgezonden vanwege het Eurovisiesongfestival 2021. De studio werd gedeeld met de programma's De vooravond en Op1.
- Sinds 26 mei 2025 zendt WNL het avondpraatprogramma Goedenavond Nederland uit, gepresenteerd door Goedemorgen Nederland-presentatoren Sam Hagens en Welmoed Sijtsma. Frank van Leeuwen en Lisette Wellens blijven het ochtendprogramma maken in dezelfde periode tot de zomerstop.